# Sikhizem
Sikhizem je ena izmed najmlajših in najbolj razširjenih monoteističnih svetovnih religij. Ime izvira iz besede Sikh, iz sanskrtskega korena śiṣya, ki pomeni 'učenec' oz. śikṣa, kar pomeni 'navodilo'. Religija izvira iz regije Pandžab na severu Indije, nastala pa je v 15. stoletju. Privrženci sikhizma se imenujejo sikhi. Nauk napada hindujski kastni sistem, saj temelji na predpostavki o enakosti ljudi v božjih očeh. Sikhizem prakticira med 23 in 24 milijonov ljudi po vsem svetu, njihovo kulturno in versko središče pa je Amritsar. Glavni bog je v sikhizmu Ik Onkar.

## Zgodovina
Začetki religije izvirajo iz verskih naukov prvega sikhovskega guruja, Nanak Deva. Nauke Guruja Nanaka je v naslednjih 200 letih razvilo devet gurujev, leta 1699 pa se je sikhizem pod vodstvom desetega guruja, Gobinda Singha, popolnoma izoblikoval kot samostojna religija. 

### Simbolika
Simbol sikhizma je Ik Onkar, ki predstavlja enost in edinost boga. Sikhi namreč verjamejo, da bog nima oblike in nima družbenega spola. Verjamejo, da je bog pravzaprav nespoznaven in da je panteističen, zato sta molitev in univerzalna ljubezen edina načina, da se mu približamo.
Za sikhe so značilni nepostriženi lasje, glavnik, obredno bodalo, zapestnica in kratke hlače, ki jih lahko nosijo namesto spodnjega perila. Otroci so poimenovani po 1. črki prve besede, ki je v templju prebrana iz knjige Guru Granth Sahib. Partnerje izbira družina, pri obredu pa nevestin oče prinese vence in sveto knjigo. Hčerkino naglavno ruto poveže s turbanom moža. Skupaj gresta štirikrat okrog svete knjige.
Najpomembnejši verski objekt je zlati Zlati tempelj v  Amritsarju.

## Sikhovski koledar
Koledar nanakšahi je sončni koledar, ki je bil sprejet na zasedanju odbora Shiromani Gurdwara Prabhandak in se uporablja od leta 1998. Pri tem gre za pomemben korak pri uveljavljanju sikhovske neodvisnosti od hinduizma. Razvil ga je Pal Singh Purewal z namenom, da zamenja koledar Saka. Štetje se začne na rojstni dan sikhovskega guruja, Nanak Deva 14. marca 1469 po Gregorijanskem koledarju.

## Verski običaji
Sikhi imajo mnogo dnevnih molitev, povezanih z dnevno kopeljo in vstajanjem. 

## Praznovanje sikhov
Vaisakhi je eden pomembnejših praznovanj Sikhov. Sikhi ohranjajo stališča in zapuščino gurujev in mučencev. Zgodovinsko je mnogo praznovanj povezanih z luninem koledarju Bikrami. Leta 2003 se uporablja tudi koledar Nanakšahi.
- Vaisakhi (13. april – 14. april)
  - Nagar Kirtan je procesija himn, ki se odvija po skupnih prostorih v mesecu Vajsaki.

- Band Chor Diwas
- Hola Mohala je tradicija, ki jo je pričel Guru Gobind Singh. Gre za praznovanje povezano s športno vzgojo.[11][12]
- Gurpurb so praznovanja rojstnih dni gurujev in mučencev.

### Ceremonije in običaji
Praznovanja so velikokrat povezana s romanjem ali potovanjem. Značilno za imenovanje otroka je, da vsak moški dobi ime SINGH, vsaka ženska pa ime KAUR. Pogrebna slovesnost vključuje kremacijo.

### Khalsa
Khalsa (pomeni čist in suveren) je kolektivno ime, kot ga je dal Guru Gobind Singh za sikhe, ki so posvečeni. Sladkano vodo pomešajo z rezilom, nakar Sikh popije to vodo in moli prej določene molitve. Posvečeni Sikh dobi posebno ime in posebno opremo.

### Prazniki
- Hola mohala, ki se praznuje ob istem času kot hindujski holi, ob njem pa prirejajo različna tekmovanja,
- divali, ki se praznuje 4 dni, zgodba o 6. Guruju,
- baisakhi (prvi dan novega leta), rojstni dan Guruja Nanaka
- pust kurentovanje

## Sikhovska diaspora
Sikhi predstavljajo približno 0,39% svetovne populacije. 83% Sikhov živi v Indiji, kar predstavlja 19,6 milijonov pripadnikov. 76% indijskih Sikhov živi v indijski zvezni državi Pandžab, kjer s 65 % prebivalstva tvorijo večino. Ostale večje sikhovske skupnosti (z več kot 200.000 prebivalci) so še v zveznih državah/zveznih teritorijih Harjana, Radžastan, Utar Pradeš, Delhi, Himačal Pradeš, Maharaštra, Utarakand ter Džamu in Kašmir.
Izven Indije je največja sikhovska skupnost v Kanadi, kjer živi okoli 468.670 Sikhov ter v Združenem kraljestvu, kjer živi 430.858 pripadnikov.